# Rincon Noord
Rincon Noord – dzielnica (buurt) wsi Rincon w gminie zamorskiej Bonaire, na wyspie o tej samej nazwie, w Holandii Karaibskiej. 1 stycznia 2020 r. liczyła 941 mieszkańców. 